# Women's International Champions Cup 2019
Navigation
Édition précédente Édition suivante
Le Tournoi féminin de l'International Champions Cup 2019 est la seconde édition d'un tournoi amical international de football féminin parallèlement à l'édition masculine. Il s'est déroulé du 15 au 18 août 2019.

## Contexte
Pour la deuxième fois, l'International Champions Cup (ICC) inclut un tournoi féminin. Après le succès de l'édition 2018 et contrairement à ce qui était pressenti, le tournoi conserve le format inaugural. Le tournoi 2019 propose ainsi deux demi-finales, le 15 août, suivis du match pour la troisième place et de la finale, le 18 août. Les quatre matches ont lieu à Cary (Caroline du Nord) au Sahlen’s Stadium at WakeMed Soccer Park.
L'équipe féminine de l'Atletico de Matrid, triple vainqueur du championnat d'Espagne, participe pour la première fois, à la place de l'équipe féminine du Paris Saint-Germain.

## Équipes engagées
Quatre équipes participeront au tournoi.
| Pays                                   | Équipe                                                         | Récents résultats nationaux et continentaux |
| -------------------------------------- | -------------------------------------------------------------- | --- |
| Angleterre                             | Manchester City                                                | Championnat d'Angleterre : 2e en 2019 Coupe d'Angleterre (FA Women's Cup) : vainqueur en 2019 Coupe de la Ligue d'Angleterre (FA_WSL_Cup) : vainqueur en 2019 Ligue des champions : seizième de finaliste en 2019                                                                   |
| France                                 | Olympique lyonnais                                             | Finaliste de la Women's International Champions Cup 2018 Championnat de France : 1er en 2019 Coupe de France : vainqueur en 2019 Ligue des champions : vainqueur en 2019 |
| Espagne                                | Atlético de Madrid                                             | Championnat d'Espagne : 1er en 2017, 2018 et 2019 Coupe d'Espagne : finaliste en 2017, 2018 et 2019 Ligue des champions : huitième de finaliste en 2019 |
| Etats-Unis                             | Courage de la Caroline du Nord                                 | Vainqueur de la Women's International Champions Cup 2018 \| Championnat des États-Unis de soccer : \| \| \| 2018 : \| 1er au terme de la saison régulière (obtention du NWSL Shield) \| \| \| vainqueur des NWSL Playoffs \| \| 2019 : \| leader de la saison régulière en cours \| |
| Championnat des États-Unis de soccer : |                                                                | |
| 2018 :                                 | 1er au terme de la saison régulière (obtention du NWSL Shield) | |
|                                        | vainqueur des NWSL Playoffs                                    | |
| 2019 :                                 | leader de la saison régulière en cours                         | |

## Lieu
| Cary (Caroline du Nord)                 | [[Fichier:Usa edcp (+HI +AK) location map.svg\|354px\|{{#if:\|{{{alt}}}\|Women's International Champions Cup 2019 est dans la page Etats-Unis.]]Sahlen’s Stadium at WakeMed Soccer Park Women's International Champions Cup 2019 (Etats-Unis) |
| Sahlen’s Stadium at WakeMed Soccer Park | [[Fichier:Usa edcp (+HI +AK) location map.svg\|354px\|{{#if:\|{{{alt}}}\|Women's International Champions Cup 2019 est dans la page Etats-Unis.]]Sahlen’s Stadium at WakeMed Soccer Park Women's International Champions Cup 2019 (Etats-Unis) |
| Capacité: 10 000                        | [[Fichier:Usa edcp (+HI +AK) location map.svg\|354px\|{{#if:\|{{{alt}}}\|Women's International Champions Cup 2019 est dans la page Etats-Unis.]]Sahlen’s Stadium at WakeMed Soccer Park Women's International Champions Cup 2019 (Etats-Unis) |
|                                         | [[Fichier:Usa edcp (+HI +AK) location map.svg\|354px\|{{#if:\|{{{alt}}}\|Women's International Champions Cup 2019 est dans la page Etats-Unis.]]Sahlen’s Stadium at WakeMed Soccer Park Women's International Champions Cup 2019 (Etats-Unis) |

## Matchs
Les deux demi-finales se jouent dans des conditions climatiques difficiles, avec une forte chaleur. La seconde est interrompue pendant soixante-dix minutes pour cause de risque d'éclairs. Au cous de ces deux matchs, les équipes se départagent avec un but dans les arrêts de jeux,.
La troisième place pour Manchester City se joue également dans les arrêts de jeu, tandis que dans la finale, qui voit s'opposer les mêmes équipes que l'année précédente, l'Olympique lyonnais prend sa revanche. 

### Demi-finales
| 15 août 2019                                                  | Olympique lyonnais    | 1-0 | Atlético Madrid | Sahlen’s Stadium at WakeMed Soccer Park, Cary (Caroline du Nord) |  |
| 17:00 local (UTC-4 (Eastern Time Zone)) 23:00 (UTC+2 (Paris)) | Wendie Renard (90e+1) |     |                 |                                                                  |  |
| 17:00 local (UTC-4 (Eastern Time Zone)) 23:00 (UTC+2 (Paris)) | rapport               |     |                 |                                                                  |  |

| 15 août 2019                                                          | Courage de la Caroline du Nord                  | 2-1 | Manchester City       | Sahlen’s Stadium at WakeMed Soccer Park, Cary (Caroline du Nord) |  |
| 19:30 local (UTC-4 (Eastern Time Zone)) 16/08 - 01:30 (UTC+2 (Paris)) | McKenzie Meehan (84e), Jessica McDonald (90e+3) |     | Georgia Stanway (41e) |                                                                  |  |
| 19:30 local (UTC-4 (Eastern Time Zone)) 16/08 - 01:30 (UTC+2 (Paris)) | rapport                                         |     |                       |                                                                  |  |

### Match pour la3eplace
| 18 août 2019                                                  | Manchester City                                                | 3-2 | Atlético Madrid                              | Sahlen’s Stadium at WakeMed Soccer Park, Cary (Caroline du Nord) |  |
| 17:00 local (UTC-4 (Eastern Time Zone)) 23:00 (UTC+2 (Paris)) | Lauren Hemp (22e), Janine Beckie (83e), Tessa Wullaert (90e+3) |     | Virginia Torrecilla (58e), Ángela Sosa (63e) |                                                                  |  |
| 17:00 local (UTC-4 (Eastern Time Zone)) 23:00 (UTC+2 (Paris)) | Rapport (en)                                                   |     |                                              |                                                                  |  |

### Finale
| 18 août 2019                                                          | Courage de la Caroline du Nord | 0-1 | Olympique lyonnais       | Sahlen’s Stadium at WakeMed Soccer Park, Cary (Caroline du Nord) |  |
| 19:30 local (UTC-4 (Eastern Time Zone)) 19/08 - 01:30 (UTC+2 (Paris)) |                                |     | Dzsenifer Marozsán (57e) |                                                                  |  |
| 19:30 local (UTC-4 (Eastern Time Zone)) 19/08 - 01:30 (UTC+2 (Paris)) | Rapport (en)                   |     |                          |                                                                  |  |

## Classements annexes

### Classement des buteuses
| Buteuse             | Club                           | Buts  |
| ------------------- | ------------------------------ | ----- |
| Wendie Renard       | Olympique lyonnais             | 1 but |
| McKenzie Meehan     | Courage de la Caroline du Nord | 1 but |
| Jessica McDonald    | Courage de la Caroline du Nord | 1 but |
| Georgia Stanway     | Manchester City                | 1 but |
| Lauren Hemp         | Manchester City                | 1 but |
| Janine Beckie       | Manchester City                | 1 but |
| Tessa Wullaert      | Manchester City                | 1 but |
| Virginia Torrecilla | Atlético Madrid                | 1 but |
| Ángela Sosa         | Atlético Madrid                | 1 but |
| Dzsenifer Marozsán  | Olympique lyonnais             | 1 but |